# Década de 320 a.C.
Séculos: (Século V a.C. - Século IV a.C. - Século III a.C.)
Décadas: 370 a.C. 360 a.C. 350 a.C. 340 a.C. 330 a.C. - 320 a.C. - 310 a.C. 300 a.C. 290 a.C. 280 a.C. 270 a.C.
Anos: 329 a.C. - 328 a.C. - 327 a.C. - 326 a.C. - 325 a.C. - 324 a.C. - 323 a.C. - 322 a.C. - 321 a.C. - 320 a.C.